# استان سرکادو (تاریزا)
استان سرکادو (انگلیسی: Cercado Province) یکی از استان‌های بولیوی در بولیوی است که در شهرستان تاریزا واقع شده‌است.